# Azure Sphere
Azure Sphere es una plataforma de aplicaciones seguras de clase mundial con capacidades integradas de comunicación y seguridad para dispositivos conectados a Internet: IoT. propiedad de Microsoft. La plataforma consta de hardware integrado construido alrededor de un chip de silicio seguro, el sistema operativo Azure Sphere (sistema operativo para Azure Sphere), un sistema operativo de gama alta basado en Linux, y Azure Sphere Security Service, un servicio de seguridad basado en la nube que proporciona seguridad continua y renovable. La seguridad de Azure Sphere se desarrolló con base en la posición de Microsoft Research sobre las siete características necesarias de los dispositivos altamente seguros.